# Ligue nationale anti-sémitique de France
Pour l’article homonyme, voir Ligue antisémitique de France.
La Ligue nationale anti-sémitique de France (LNAF) est une ligue antisémite française, fondée par le polémiste Édouard Drumont et le journaliste Jacques de Biez en 1889.
Active jusqu'en 1890, elle disparaît en 1892. La seconde Ligue antisémitique de France, dirigée par Jules Guérin, n'est créée que cinq ans plus tard, en 1897, après le déclenchement de l'Affaire Dreyfus.

## Historique

### Contexte
Durant l'été 1886, le succès commercial grandissant de La France juive de Drumont marque l'entrée de l'antisémitisme dans le débat public français. La même année, le journaliste Jacques de Biez publie dans la foulée La Question juive puis, constitue, avec Drumont, un « Comité antisémitique français » à l'occasion du Congrès antisémitique de Bucarest, qui se tient du 7 au 9 septembre dans la capitale roumaine.
| |  |
| Le symbole de l'Alliance anti-israélite universelle (à gauche), qui détourne celui de l'Alliance israélite universelle (à droite), est arboré en 1889-1890 par la LNAF, qui est rattachée à cette organisation internationale. |  |

Lors de ce congrès international, où De Biez occupe une place importante en tant que délégué des antisémites français, une « Alliance anti-israélite universelle » est fondée en réaction à l'Alliance israélite universelle (AIU).
Relativement active en Roumanie, l'Alliance anti-israélite universelle fait peu parler d'elle en France au cours de l'année 1887. Le nom de cette organisation ressurgit de manière anecdotique lors des élections municipales parisiennes, à l'occasion d'une campagne antisémite menée contre le conseiller municipal sortant Narcisse Leven, cofondateur de l'AIU.
L'année suivante, 1888, est marquée par le développement du boulangisme, un mouvement d'opposition au régime « opportuniste » bien plus puissant et fédérateur que l'antisémitisme naissant. Certains leaders boulangistes sont d'ailleurs juifs. Ce phénomène politique « attrape-tout » atteint son apogée puis entame un inexorable reflux en 1889, année où Drumont et De Biez décident de fonder leur ligue antisémite.

### Organisation et idéologie
Drumont et De Biez entreprennent la création de la Ligue nationale anti-sémitique de France (LNAF) dès le printemps 1889. Drumont en avait déjà eu l'idée avant le mois de mars, mais les ennuis subis alors par la Ligue des patriotes (boulangiste), perquisitionnée puis dissoute sur ordre du gouvernement, l'avaient incité à ajourner ce projet. Très vite, l'auteur de la France juive préfère consacrer son temps à la préparation de son prochain ouvrage et laisse son comparse s'occuper de l'organisation pratique de cette structure militante. C'est par conséquent au domicile montmartrois de Jacques de Biez, situé au no 48 de la rue Lepic, qu'est établi le siège de la LNAF. Outre les bureaux de l'organisation, on y trouve un petit musée contenant une collection d'affiches et d'ouvrages antisémites,.
| |  |  |
| Les membres du comité exécutif de la ligue : Édouard Drumont (président), Jacques de Biez (délégué général) et Jean-Émile Millot (secrétaire). |  |  |

Les statuts de la ligue exposent que celle-ci a pour objet de grouper « tous les Français qui portent en eux l'âme de la vraie France […] au nom de l'esprit de corps et des traditions nationales, autour de l'idée française, en vue de protéger les intérêts moraux et matériels de la France contre les insolents triomphes du parasitisme judaïque international ». Malgré cette déclaration préliminaire très nationaliste, qui fait écho aux discours cocardiers des boulangistes, la ligue se considère comme rattachée à l'Alliance anti-israélite universelle fondée à Bucarest (art. 2) et prévoit que des membres étrangers de cette organisation internationale puissent être adjoints au comité national de la LNAF (art. 13). Les juifs sont naturellement exclus de la ligue (art. 32), tandis que les étrangers habitant en Algérie mais « lésés par le décret de Crémieux » sont considérés comme citoyens français.
Conformément aux accents anticapitalistes voire révolutionnaires pris par l'antisémitisme de Drumont dans La Fin d'un monde, la ligue revendique une certaine forme de socialisme. De Biez déclare ainsi à un rédacteur de La Petite République : « Nous sommes des socialistes nationaux, puisque, en attaquant la finance internationale, nous voulons la France aux Français. »
L'article 6 des statuts souligne la dimension complotiste de l'antisémitisme drumontiste en évoquant « le complot occulte et impitoyable [de] l'oligarchie judéo-financière » contre lequel la ligue entend lutter par sa propagande et par tout autre moyen légal. L'antimaçonnisme est en revanche très secondaire au sein de la LNAF : ses statuts ne font aucune allusion à la franc-maçonnerie et celle-ci n'est critiquée par les drumontistes que lorsqu'elle prend la défense des juifs, ce qui n'est pas le cas des franc-maçons roumains appartenant à l'Alliance anti-israélite universelle.
La direction de la ligue est confiée à comité exécutif composé de Drumont (président), De Biez (délégué général) et Millot (secrétaire). Un poste de vice-président est également prévu mais reste non pourvu.

### Effectifs et activités
Les effectifs des premiers adhérents n’excèdent pas une douzaine d'hommes, jeunes pour la plupart, que De Biez réunit de temps en temps autour d'une table d'un café de la place Blanche. Plusieurs convives de cette « absinthe antisémitique » appartiennent à la rédaction du Pilori, un journal satirique bonapartiste et antisémite. Ces faibles troupes s'étoffent quelque peu après les élections législatives des 22 septembre et 6 octobre 1889 : on compte alors entre 50 et 100 membres actifs, recrutés notamment parmi les boutiquiers parisiens et le bas-clergé de province.
Prévues dans les statuts (art. 24-29), les sections provinciales ne semblent pas avoir été nombreuses. Le rapport d'activité d'octobre 1890 ne mentionne ainsi que celle qui aurait été fondée six mois plus tôt à Marseille.
Selon Drumont, il y aurait eu, parmi les membres de sa ligue, des catholiques pratiquants comme lui, mais également « des protestants, des libre-penseurs et même un bouddhiste ».
La ligue ne cessera de déplorer son manque de moyens financiers. Pourtant, selon des rapports de police, elle aurait bénéficié de dons de la part d'aristocrates fortunés, comme le duc d'Uzès, le duc de Luynes, et mêmes d'antisémites issus de la noblesse étrangère tels que le prince Colonna et le prince Aloïs de Liechtenstein. Le marquis de Morès participe également au financement de la ligue.
Édité par Savine et placardé sur les murs de la capitale dans la nuit du 4 au 5 septembre 1889, le manifeste du comité de la LNAF a pour but de faire connaître la ligue au grand public tout en diffusant des recommandations aux électeurs en vue des élections législatives. Bien que tous les partis y soient accusés de complicité ou de complaisance, à différents degrés, à l'égard de la « tyrannie juive », les antisémites y avouent leur incapacité à présenter leurs propres candidats.
Il faut donc attendre les élections législatives partielles du début de l'année suivante pour voir la ligue soutenir officiellement un candidat, le boulangiste Francis Laur, dont l'élection avait été invalidée. Le 18 janvier 1890, une réunion électorale est organisée en faveur de Laur à la salle Gallice, dans un quartier populaire de Neuilly. Devant près de 1 500 personnes, les dirigeants de la LNAF y côtoient des chefs boulangistes tentés de freiner leur déclin en se raccrochant aux mots d'ordre antijuifs, ce qui contribue à faire de cette réunion le premier grand meeting antisémite français.
Obtenu en grande partie par Morès, ce début d'alliance entre la LNAF et une partie des boulangistes reste cependant sans lendemain. Le rapprochement est saboté par Drumont lui-même, qui achève de se rendre odieux au général Boulanger en attaquant celui-ci (et son père) dans La Dernière bataille, qu'il fait paraître au début du mois de mars.

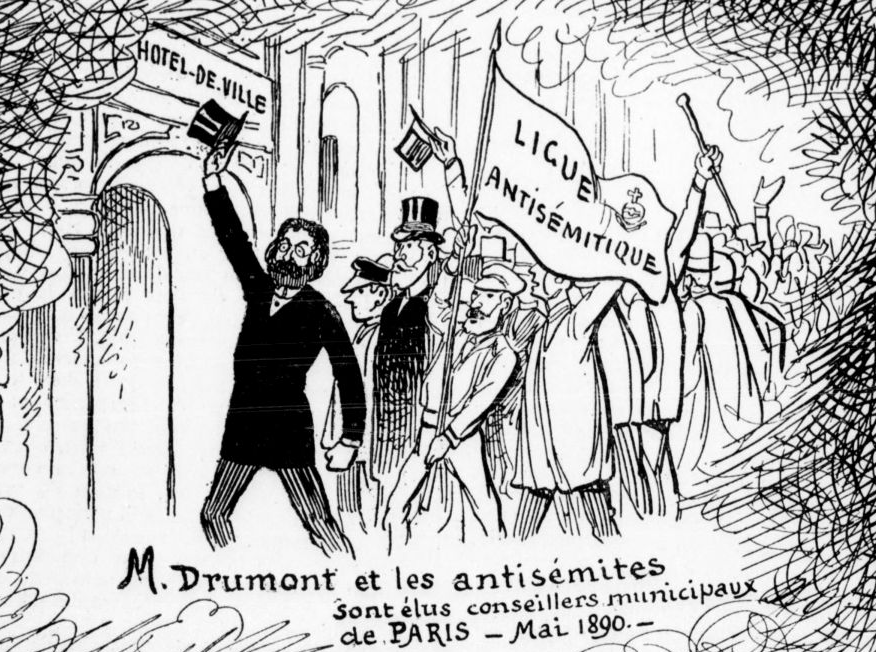
Détail d'une caricature de J. Blass imaginant le cauchemar du baron de Rothschild après la lecture de La Dernière bataille de Drumont (Le Triboulet, 16 mars 1890).

Dans ces conditions, les antisémites et les boulangistes partent plus divisés que jamais aux élections municipales du 27 avril, qui sont un échec pour les deux mouvements. Drumont espérait envoyer « quinze ou seize » antisémites au conseil municipal de Paris, mais tous les candidats soutenus par la ligue ont été lourdement battus.
Cette déroute précède de peu celle du 1er mai. Intimidés par les arrestations préventives opérées dans les rangs des partisans de Morès, qui prévoyaient d'aller manifester avec des anarchistes devant l'hôtel Rothschild, Drumont et les autres dirigeants de la LNAF publient et font afficher une déclaration par laquelle ils se désolidarisent des manifestations et appellent leurs « amis » à ne pas s'y mêler. Cette reculade sonne l'arrêt de mort de la ligue, qui ne fait presque plus parler d'elle après la publication de son rapport d'activité en octobre 1890.

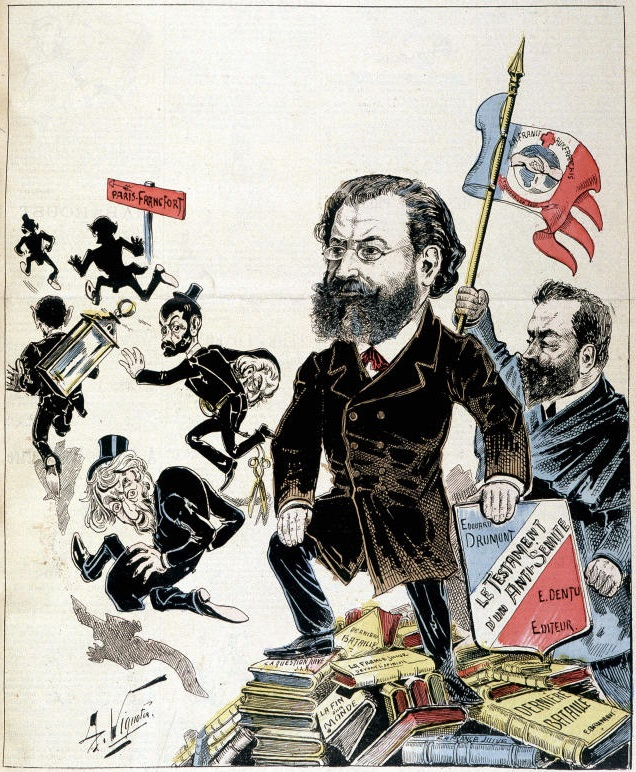
Drumont, juché sur ses œuvres, et De Biez, tenant la bannière de la ligue, chassent les Juifs en Allemagne. Dessin de Vignola (Le Pilori, 29 mars 1891).

Les derniers signes d'activité sont donnés en 1892, année de la fondation de La Libre Parole. Avant de prendre la direction de ce quotidien, Drumont ne pouvait s'appuyer sur aucun journal important. Cette absence d'un organe de presse explique en partie l'échec de la LNAF.

### Organisations concurrentes ou héritières
Tenu à l'écart de la direction de la LNAF et déçu par l'inimitié entre Drumont et Boulanger, le marquis de Morès a créé en mars 1890 son propre groupe, dit « Morès et ses amis », qui récupère les débris de la ligue de Drumont et reste actif jusqu'en 1893.
Installé près de Poitiers après son mariage, De Biez y fonde en 1895 une « Ligue antisémitique du Poitou », qui deviendra bientôt la « Ligue antisémitique du commerce poitevin » sous la direction de Rochoux. Revendiquant 300 membres, elle reste toutefois peu influente.
Au début de l'année 1897, Jules Guérin, ancien membre de la LNAF et du groupe « Morès et ses amis » (rebaptisé « les Amis de Morès » en 1896, à la mort du marquis), fonde une nouvelle Ligue antisémitique de France, qu'il rebaptise Grand Occident de France en février-mars 1899. Profitant de l'affaire Dreyfus, cette seconde ligue antisémitique comptera entre 900 et 2000 membres.
Drumont n'est que le président d'honneur de la ligue de Guérin, qui échappe par conséquent à son contrôle. Il va donc lui opposer des organisations concurrentes, en subventionnant d'abord la Jeunesse antisémitique. Cette ligue s'étant transformée en Parti national antijuif en 1901, il la lâche pour créer son propre Comité national antijuif en vue des élections législatives de 1902. En 1903, il fonde la Fédération nationale antijuive, une association qui reprend l'objet et les statuts de la ligue de 1889.

## Membres notables de la LNAF
- Jacques de Biez (délégué général)[9]
- Arthur Bodard (d)[31]
- André de Boisandré[12],[8]
- Léon Daudet[32]
- Jean Drault[12]
- Édouard Drumont (président)[9]
- Jules Guérin[17]
- Albert Larquier (d) (ou Raphaël Larquier ?)[8]
- Hugues Le Roux[8]
- Georges Le Veillé[33]
- Julien Mauvrac (d)[8]
- Jean-Émile Millot (secrétaire)[9]
- Alfred Mourlon (d)[8]

### Travaux d'historiens
- Bertrand Joly, « Les antidreyfusards avant Dreyfus », Revue d'histoire moderne et contemporaine, t. 39, avril-juin 1992, p. 201 (consultable en ligne sur Gallica).
- Bertrand Joly, Dictionnaire biographique et géographique du nationalisme français (1880-1900), Paris, Honoré Champion, 2005, p. 19.
- Bertrand Joly, Nationalistes et conservateurs en France : 1885-1902, Paris, Les Indes savantes, 2008, p. 267-268.
- Grégoire Kauffmann, Édouard Drumont, Paris, Perrin, 2008, chap. 8 (« L'échec de la Ligue nationale antisémitique de France »), p. 167-195.

### Documents et témoignages
- Édouard Drumont, Le Testament d'un antisémite, Paris, Dentu, 1891, p. 40 sq. (consultable en ligne sur Gallica).
- Jules Guérin, Les Trafiquants de l'antisémitisme, Paris, 1905, p. 8-12 (consultable en ligne sur Internet Archive).
- Jean de Ligneau (François Bournand), Juifs et antisémites en Europe, Paris, Tolra, 1891, p. 45 sq. (consultable en ligne sur Gallica).
- Ligue nationale anti-sémitique de France, Statuts, Paris, 1889, 11 p. (consultable en ligne sur Gallica).
- Ligue nationale anti-sémitique de France, Rapport de l'année 1889-1890, Paris, 1890, 22 p. (consultable en ligne sur Gallica).
- Julien Mauvrac (d), Sous les tentes de Japhet, Paris, Genonceaux, 1890, p. 55 sq. (consultable en ligne sur Gallica).
- Raphaël Viau, Vingt ans d'antisémitisme (1889-1909), Paris, Fasquelle, 1910, p. 7-19 (consultable en ligne sur Gallica).